# لاكعة المواشي الغنمية
لَاكِعَةُ المَواشِي الغَنَمِيَّة أو قملة الضأن (الاسم العلمي: Melophagus ovinus)، هي حشرة من ذوات الجناحين وفصيلة ذباب شعراوي. لونها بني، تشبه القراد، يرواح طولها من 4 إلى 6 ملم. وهي طفيلية التغذية حيث تتغذى عبر أمتصاص دم المضيف من الأغنام.